# گرتچن (خواننده)
ماریا میراندا (به پرتغالی: Maria Odete Brito de Miranda) ملقب به گرتچن (به پرتغالی: Gretchen) (زاده ۲۹ مهٔ ۱۹۵۹ در ریو دو ژانیرو)، خواننده و بازیگر اهل برزیل است.
او تا قبل از سال ۲۰۰۰ در صنعت موسیقی بسیار شهرت داشته و پس از آن تنها چند تک‌آهنگ خوانده. او اکنون به دلیل کانال یوتیوبش به نام «Gratchen and voce» معروف است. او در لیریک ویدئوی کیتی پری به نام «سوئیش سوئیش» حضور دارد.